# 閃電牌

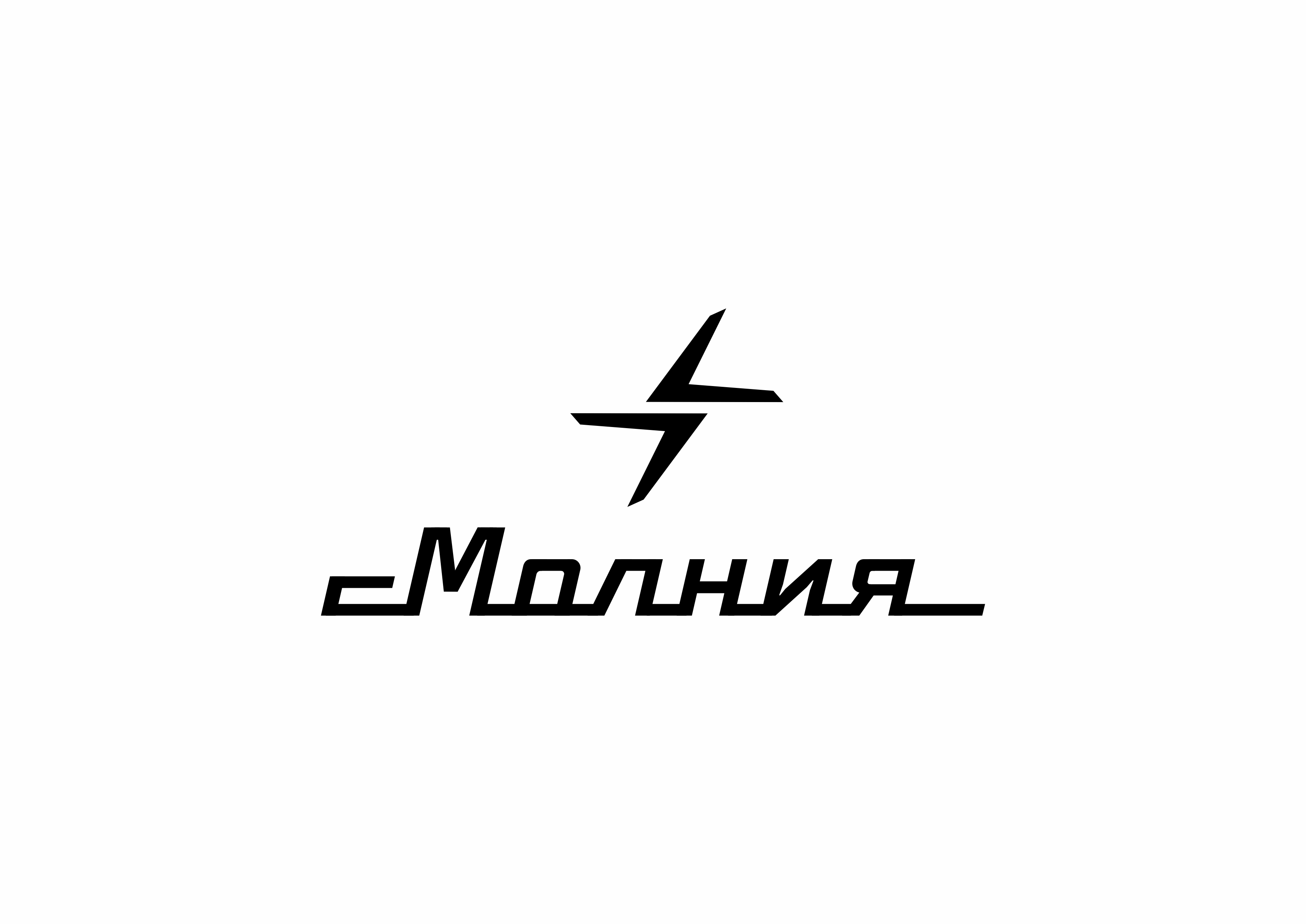
Molnija logo

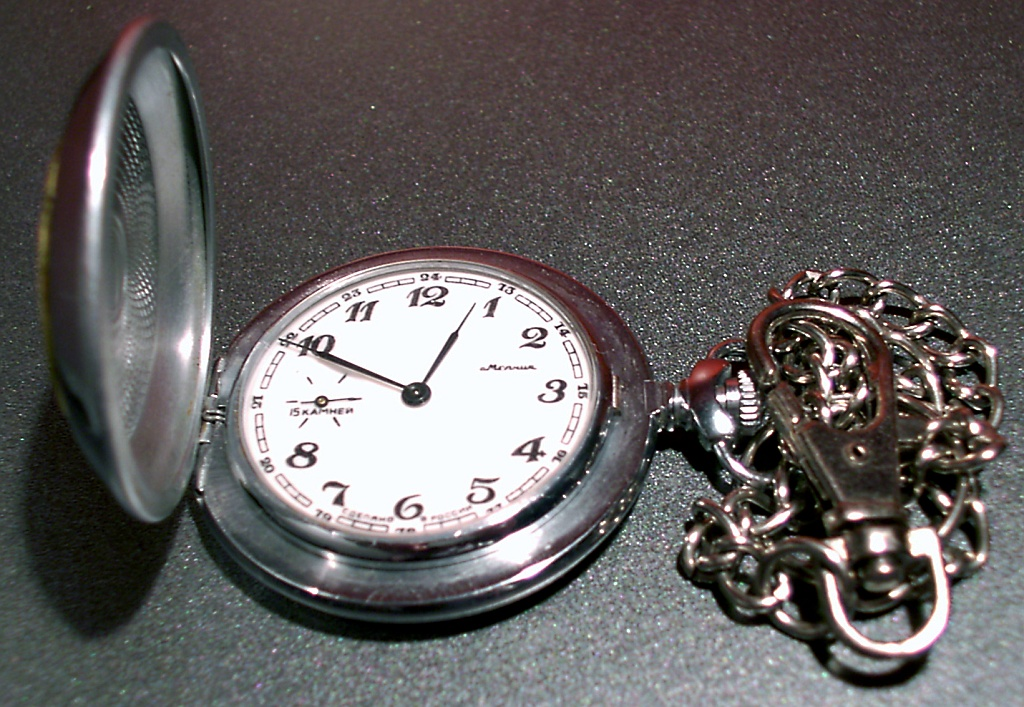
閃電牌機械懷錶. 十五石，小三針。

閃電牌（俄語：Молния，英語：Molnija）是一間位於俄羅斯車里雅賓斯克州城市車里雅賓斯克的鐘錶製造商。

## 歷史
Molnija 鐘錶製造廠建於1947年11月17日，替蘇聯國防部生產手錶、懷錶及座檯鐘，也為坦克、戰機、潛艇甚至太空船生產特製的時鐘。

## 現在
Molnija 的主要產品是手動機械式的懷錶，再加上政治人物、宗教及歷史等標誌作為其懷錶上的圖案。而超過80%的工序是以人手完成。除了懷錶外，寶傑也有使用閃電牌機芯生產尺寸較大的手錶。Molnija 已於2007年關閉了其生產線。

## 機芯編號
- 3602
- 3603